# Cinéma Éden
Le Cinéma Éden, souvent appelé Éden Cinéma, est un bâtiment créé en 1913, situé sur la commune de Cosne-Cours-sur-Loire dans la Nièvre. Le Nohain borde sa façade nord.

## Histoire
Les premiers films parlants y sont diffusés en 1931.
Il a été racheté par la municipalité (ancien maire, Jacques Huyghues des Étages) en 1988.
On y découvre de nombreuses photos et affiches dédicacées par des célébrités du septième art. Le cinéma Éden est parrainé par Catherine Deneuve et Bruno Putzulu.
Le cinéma est équipé d'un système de projection numérique depuis 2012 ; un ancien projecteur format 35 mm est conservé dans le salon. La grande salle bénéficie de la « 3-D » depuis mai 2012.
En 2011, plus de 55 000 spectateurs ont fréquenté ses salles obscures ; 181 films ont été projetés, représentant 1 728 séances.
L'Éden offre un accès aux personnes à mobilité réduite.

## Architecture
L'architecture et le décor sont représentatifs du style Art déco des années 1935. Ce cinéma indépendant est inscrit à l'inventaire supplémentaire des monuments historiques en 1999 et bénéficie du label « Patrimoine du XXe siècle » en 2005. L'édifice, rénové en 1993/94 par l'architecte Jean-Claude Pourtier, reste un des plus beaux cinémas de la région.